# Martin Milner
Martin Sam Milner, född 28 december 1931 i Detroit i Michigan, död 6 september 2015 i Carlsbad i Kalifornien (hjärtsvikt), var en amerikansk skådespelare och radiopratare. Han var mest känd för att medverka i de två TV-serierna Route 66 och Adam-12, den förstnämnda från 1960 till 1964, och den sistnämnda från 1968 till 1975.

## Filmografi (i urval)

### Film
- 1947 – Pappa och vi
- 1949 – Gänget ordnar allt
- 1949 – Nationens hjältar
- 1951 – Montezuma
- 1951 – Operation i Stilla Havet
- 1952 – Mord på öppen gata
- 1953 – Destination Gobi
- 1954 – Slå nollan till polisen
- 1955 – Den långa paraden
- 1955 – Nattpermission
- 1955 – Francis in the Navy
- 1956 – De stridande djävlarna
- 1957 – Kvinnans svaga punkt
- 1957 – Sheriffen i Dodge City
- 1957 – Segerns sötma
- 1959 – Brottslig drift
- 1960 – 13 spöken
- 1967 – Dockornas dal

### TV
- 1950 – The Lone Ranger (TV-serie)
- 1958 – Vägen västerut (TV-serie)
- 1959 – Prärie (TV-serie)
- 1960 – Twilight Zone (TV-serie)
- 1960–1964 – Route 66 (TV-serie)
- 1965–1966 – Mannen från Virginia (TV-serie)
- 1968–1975 – Adam-12 (TV-serie)
- 1970 – The Tonight Show Starring Johnny Carson (TV-serie)
- 1971 – Columbo (TV-serie)
- 1972–1976 – Larmet går (TV-serie)
- 1981 – Fantasy Island (TV-serie)
- 1985 – Airwolf (TV-serie)
- 1985–1996 – Mord och inga visor (TV-serie)
- 1988 – MacGyver (TV-serie)
- 1992 – Life Goes On (TV-serie)
- 1994 – Robocop: The Series (TV-serie)
- 1997 – Diagnos mord (TV-serie)